# Plaxomicrus violaceomaculatus
Plaxomicrus violaceomaculatus är en skalbaggsart som beskrevs av Maurice Pic 1912. Plaxomicrus violaceomaculatus ingår i släktet Plaxomicrus och familjen långhorningar. Inga underarter finns listade i Catalogue of Life.